# Epicótilo

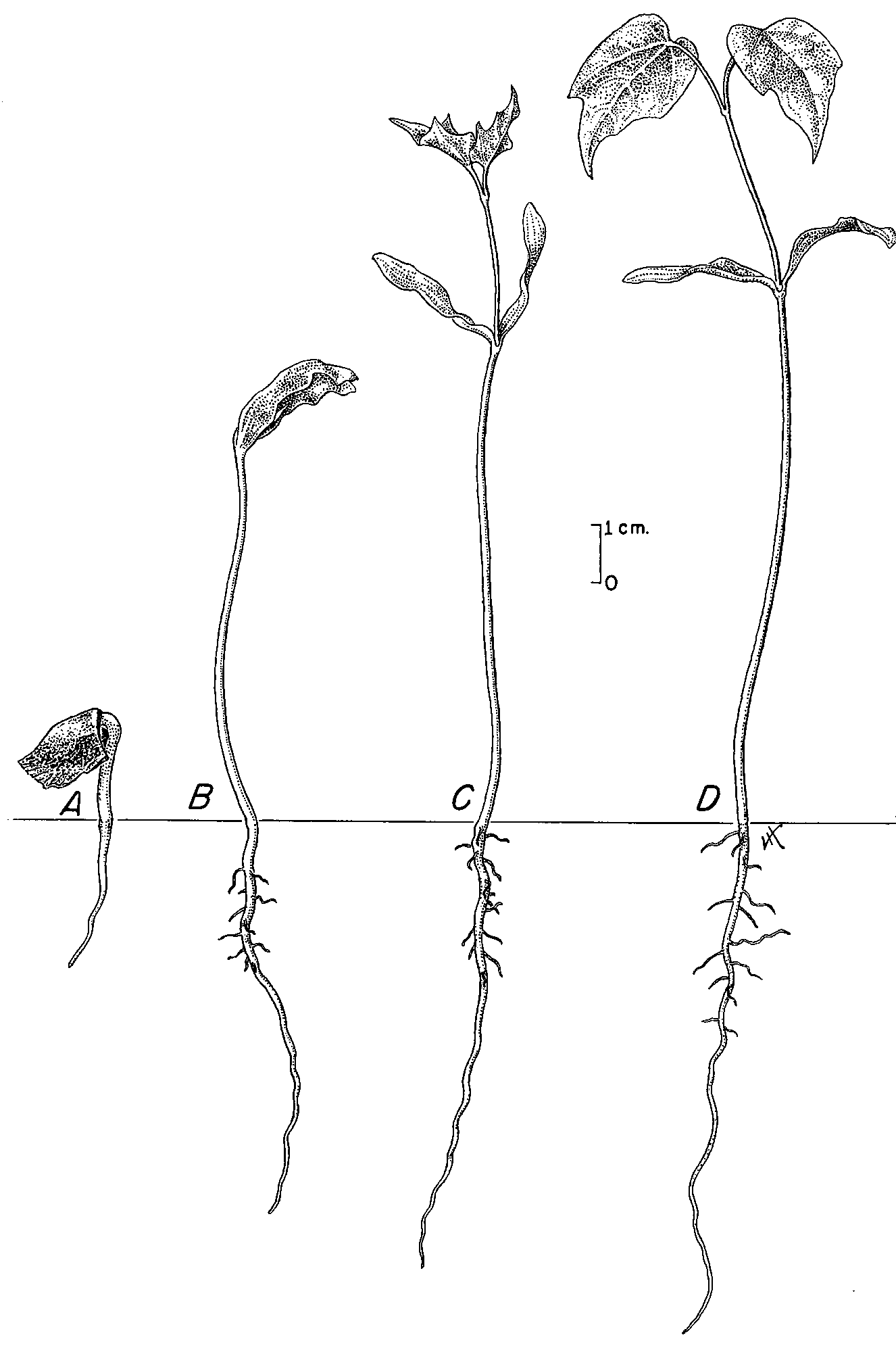
Esquema de una plántula de Acer mostrando el hipocótilo y el epicótilo.

En Botánica, el epicótilo es la parte del eje del vástago que, en el embrión, se encuentra situado por encima de la inserción de los cotiledones. En otras palabras, se trata del primer entrenudo de una planta.